# Вальори, Гильермо
Гилье́рмо Хуа́н Вальо́ри (исп. Guillermo Juan Vallori; 24 июня 1982, Пальма-де-Мальорка, Испания) — испанский футболист, защитник клуба «Атлетико Балеарес».

## Карьера
В начале карьеры играл за маленькие клубы третьей испанской лиги, а также за резервную команду «Мальорки». В начале сезона 2007/08 перешёл в швейцарский «Грассхоппер». В начале сезона 2011/12 в матче Швейцарской Суперлиги «Серветт» − «Грассхоппер» Вальори забил курьёзный гол с 70 метров. Матч закончился со счётом 3:4 в пользу цюрихского клуба. Отыграл за швейцарский клуб 4 полных сезона, прежде чем за 2 дня до закрытия зимнего трансферного окна 11/12 перешёл в клуб немецкой Второй Бундеслиги «Мюнхен 1860», с которым подписал контракт до лета 2013 года. За мюнхенский клуб он дебютировал в игре 22 тура против «Фортуны» из Дюссельдорфа. Свой первый гол за «1860» испанский защитник забил со штрафного в домашней игре мюнхенцев против «Дуйсбурга», завершившейся со счётом 2:1.